# بوبي دورهام
بوبي دورهام (بالإنجليزية: Bobby Durham)‏ هو عازف جاز أمريكي، ولد في 3 فبراير 1937 في فيلادلفيا في الولايات المتحدة، وتوفي في 6 يوليو 2008 في جنوة في إيطاليا.

## وصلات خارجية
- بوبي دورهام على موقع ميوزك برينز (الإنجليزية)
- بوبي دورهام على موقع أول ميوزيك (الإنجليزية)
- بوبي دورهام على موقع ديسكوغز (الإنجليزية)